# Jiřína Nekolová
Jiřina Nekolová (Praga, 30 dicembre 1931 – Kolín, 25 maggio 2011) è stata una pattinatrice artistica su ghiaccio cecoslovacca naturalizzata ceca, specializzata nel singolo.

## Palmarès
| Internazionali            | Internazionali | Internazionali | Internazionali | Internazionali |
| Evento                    | 1947           | 1948           | 1949           | 1950           |
| ------------------------- | -------------- | -------------- | -------------- | -------------- |
| Giochi olimpici invernali |                | 4°             |                |                |
| Campionati mondiali       | 10°            | 3°             | 4°             | 8°             |
| Campionati europei        | 5°             | 4°             | 4°             |                |